# Biệt đội đánh thuê 3
Biệt đội đánh thuê 3 (tiếng Anh: The Expendables 3) là một bộ phim hành động tâm lý Hoa Kỳ của đạo diễn Patrick Hughes, được phát hành năm 2014. Đây chính là phần tiếp theo của phim hành động Biệt Đội đánh thuê 2 năm 2012. Diễn viên cũ trong phim gồm có Sylvester Stallone, Jason Statham, Lý Liên Kiệt, Dolph Lundgren, Randy Couture, Terry Crews, và Arnold Schwarzenegger. Các vai diễn mới là Wesley Snipes, Antonio Banderas, Mel Gibson, Harrison Ford, Kelsey Grammer, Kellan Lutz, Ronda Rousey, Victor Ortiz, Glen Powell và Robert Davi.